# Benet de San Fratello
Benet de San Fratello, conegut com a Benet el Negre, Benet el Moro o Benet de Palerm, anomenat Benedetto Manasseri (San Fratello, Sicília, ca. 1524 - Santa Maria di Gesù, Palerm, 4 d'abril de 1589) fou un germà llec franciscà sicilià d'origen africà. És venerat com a sant a l'Església catòlica.

## Biografia

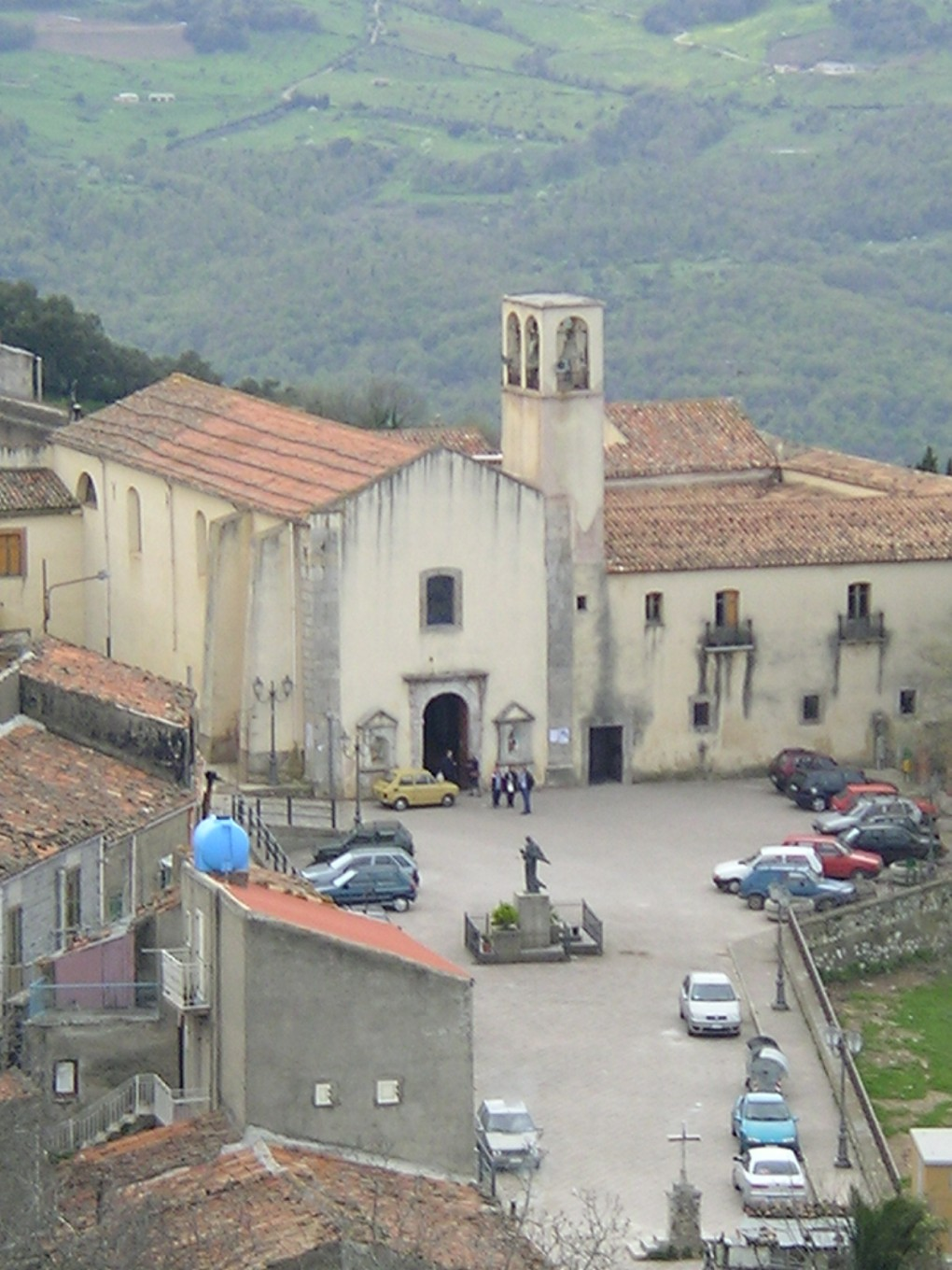
Convent de San Fratello, santuari de San Benedetto il Moro.

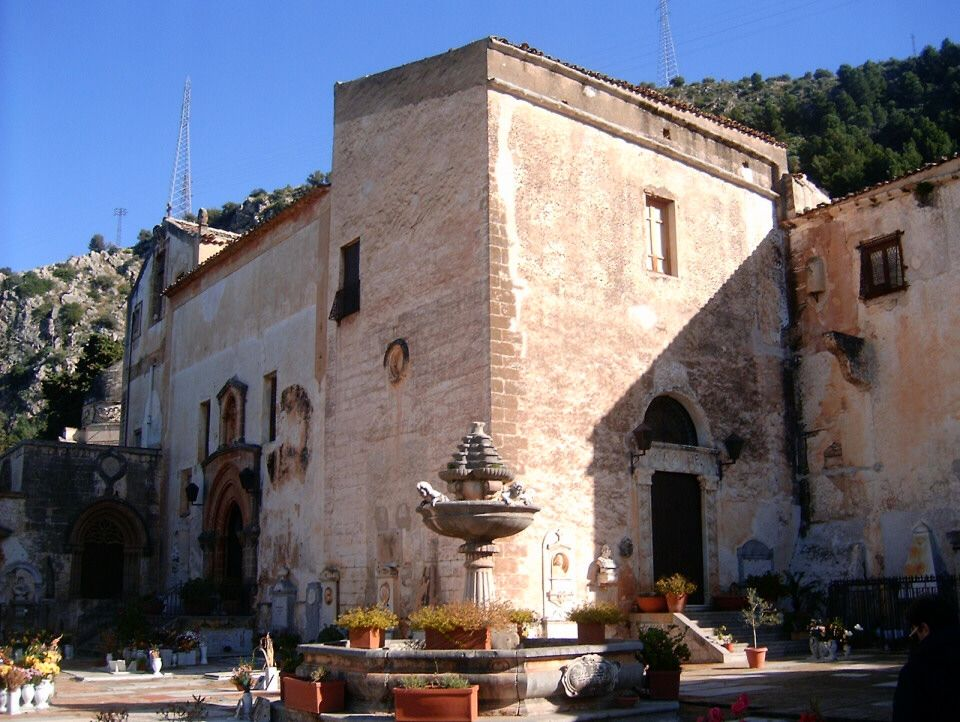
Santa Maria de Gesù, a Palermo.

Benedetto Manasseri nasqué en una família d'esclaus d'Etiòpia (Cristòfor i Diana), que foren portats de l'Àfrica a San Fratello (província de Messina) en 1524. La família Manasseri, propietaris dels seus pares, l'alliberà, com al seu germà Marc i a les germanes Baltasara i Fradella. De petit, Benet va mostrar preferència per la solitud i la penitència, la qual cosa li feu guanyar el sobrenom de Sant Moro. Pel color de la seva pell era menyspreat i maltractat, i als divuit anys deixà la casa de la família i comença a treballar pel seu compte, ajudant els necessitats com podia.
Als 21 anys entrà a l'eremitori de Santa Domenica (Caronia, Messina), però n'hagué de marxar, amb el seu company Girolamo Lanza, perquè la gent, que el tenia per sant, li demanava constantment miracles i pregàries. Anaren a Platanella i Mancusa (entre Partinico i Carini), però passà el mateix i anaren a amagar-se al mont Pellegrino, vora Palerm. Durant un any i vuit mesos, Benet anà al santuari de la Madonna della Dayna a Marineo, però tornà al Pellegrino.
Quan el fundador de l'eremitori de Santa Domenica, Girolamo Lanza, morí, Benet fou elegit superior dels eremites, no obstant ésser analfabet. En 1562 el papa Pius IV suprimí les comunitats eremítiques i cada membre s'havia d'integrar en un orde religiós dels existents: Benet trià els franciscans observants i anà al convent de S. Anna de Giuliana, on entrà com a germà llec i hi fou quatre anys, i al de S. Maria di Gesù de Palerm on viuria fins a morir també com a germà llec. Hi treballà com a cuiner, però n'esdevingué superior el 1578. Després fou mestre de novicis i novament cuiner.
La tradició l'atribueix nombrosos miracles, com la de multiplicar el menjar per repartir-lo entre els pobres, i la fama de santedat l'acompanyà fins a la mort; eclesiàstics, teòlegs i autoritats com el virrei li demanaven consell abans de prendre algunes decisions. En febrer de 1589 emmalaltí i morí el 4 d'abril següent al seu convent de Santa Maria di Gesù.

## Veneració
Mort amb fama de santedat, començà aviat el procés de canonització, que s'allargà més de dos segles. En 1652 fou elegit pel Senat de Palerm com un dels patrons de la ciutat. El 15 de maig de 1743 Benet XIV el beatificà, i fou canonitzat el 24 de maig de 1807 per Pius VII. Les seves restes són a l'església de Santa Maria di Gesù de Palerm, i n'hi ha relíquies a San Fratello i Acquedolci.
La devoció al sant és gran a Sicília, illa d'on és copatró amb santa Rosalia de Palerm i a Palerm. És sant patró de San Fratello i d'Acquedolci. A Amèrica del Sud és venerat com a sant protector de les persones de color, sobretot a Veneçuela i Colòmbia.